# Огюст Роден

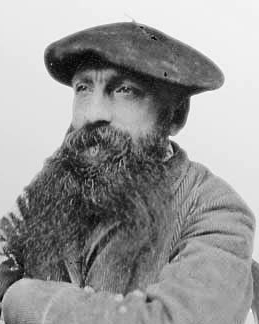
Огюст Роден

Франсуа́ Огю́ст Рене́ Роде́н (фр. François-Auguste-René Rodin; 12 листопада 1840, Париж — 17 листопада 1917, Медон, поблизу Парижа) — французький скульптор. Один із засновників імпресіонізму в скульптурі.

## Життєпис

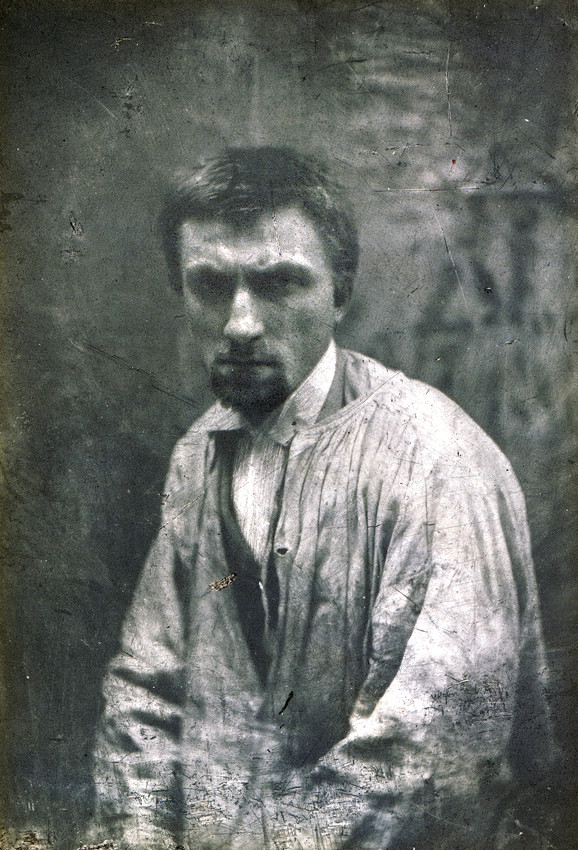
Огюст Роден, фото 1862 р.

Роден був сином дрібного чиновника. Навчався в Парижі у Школі малювання і математики (у 1854—1857) та у А. Л. Барі в Музеї природної історії (1864). У 1864—1871 роках працював в майстерні А. Карр'є-Беллеза. Робив моделі дрібної декоративної пластики (у тому числі для порцеляни Севрскої національної мануфактури). У 1871-77 оздобив монументально-декоративними скульптурами декілька будівель Брюсселя. У 1875 відвідав Італію, де захопився мистецтвом скульпторів Мікеланджело, Донателло та Лоренцо Гіберті. З 1877 вивчав пам'ятники французької готики.

## Творчість
Його творчість пов'язала XIX століття з XX-м, синтезувала реалізм з новаторством. Досконалість притаманна вже раннім роботам Родена («Людина зі зламаним носом», 1864). Статуям «Бронзова епоха» (1877), що втілює пробудження людства, його сум'яття перед майбутнім, і пронизана пафосом пророцтва статуя «Пророк Іоанн-Хреститель» (1879) у повній мірі притаманні характерні для Родена філософська глибина задуму, гостра життєвість й енергійне моделювання об'єму. У скульптурі «Бронзова доба» (1876) автор прагне перейти до створення монументальних творів. Ідея створення цієї скульптури виникла в результаті знайомства Родена з творчістю Мікеланджело під час поїздки до Італії.

### Громадяни Кале

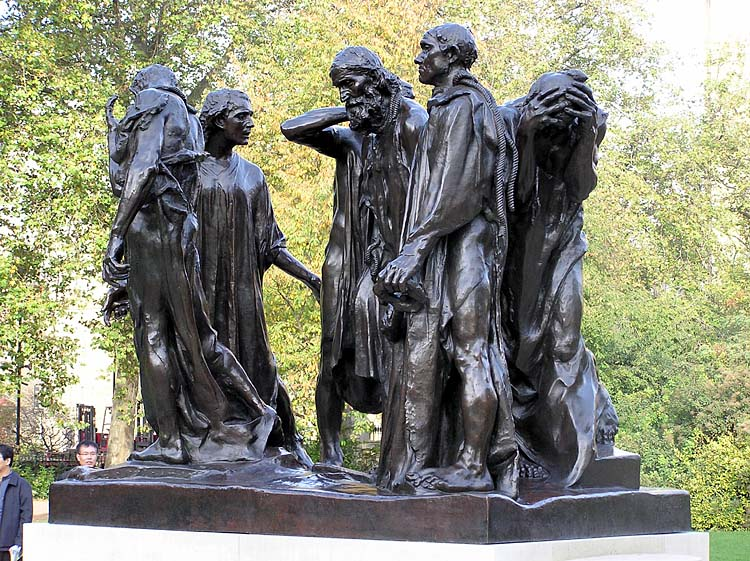
Скульптура Огюста Родена «Громадяни Кале»

Свою найвідомішу скульптуру «Громадяни Кале» de Calais Роден створив у 1884—1888 роках. Громадяни Кале — герої одного з епізодів Столітньої війни. Скульптура ілюструє легендарні події, коли англійський король Едуард III узяв в облогу основну французьку фортецю Кале, яка тривала майже рік. Спроби французів прорвати облогу щоразу провалювалися. Врешті решт, коли голод примусив французів сісти за стіл переговорів, англійський король почав вимагати видати йому шість найзнатніших громадян, маючи намір стратити їх на пострах всім іншим. Першим зголосився віддати своє життя один з найбільших багатіїв міста. За ним пішли й інші. За вимогою короля, вони повинні були винести ключі від міста Кале без одягу та взуття з мотузками на головах — на знак рабства і ганьби. Але королева Філліпа пожаліла цих людей та випросила прощення для них. На задньому плані скульптури Андр'єд Андр та Жан ді Фієн. Їм страшно, вони закривають обличчя руками. Поряд ще двоє — брати де Віссан. У центрі стоїть Есташ де Сен-П'єр. Він вже старець і йому не страшно помирати. Покірність долі заставила його опустити голову. І лише Жан Ер дивиться вперед. Він тримає ключі від рідного міста. Зморшки на лобі, стиснуті губи. Він захистив своє місто. Він переміг. Створена Роденом скульптура була настільки реалістичною, що її відмовились встановлювати на площі. Тільки через сім років пам'ятку все-таки вилили з бронзи. Усі фігури — людського зросту. Роден спеціально не робив постаменту, він хотів, щоб герої Кале не підносилися над людьми, а завжди залишалися серед них. Упродовж XX ст. робота Родена з'являлася в багатьох містах світу, зокрема в Парижі та Лондоні.

### Ворота Пекла
З 1880 і до кінця життя Роден працював над великою горельєфною композицією «Ворота пекла», навіяною «Божественною комедією» Данте, мотивами античної міфології, біблійних легенд, поезії Ф. Війона та сучасної Роденові поезії. Скульптор хотів, щоби композиція символічно втілювала світ людських пристрастей. Окремі теми цієї композиції Роден розробляв у вигляді самостійних творів. Це гостро гротескна фігура «Та, яка була чудовою Ольм'єр» (1885), пронизана тонкою поезією група «Поцілунок» (1886). Апофеозом жіночої краси є незвично сексуальна скульптура «Вічна весна». Цю скульптуру учень Родена Антуан Бурдель назвав шедевром шедеврів. У цій композиції він зобразив свою кохану — Камілу Клодель. Оригінал знаходиться в Ермітажі, у Санкт-Петербурзі.

### Мислитель

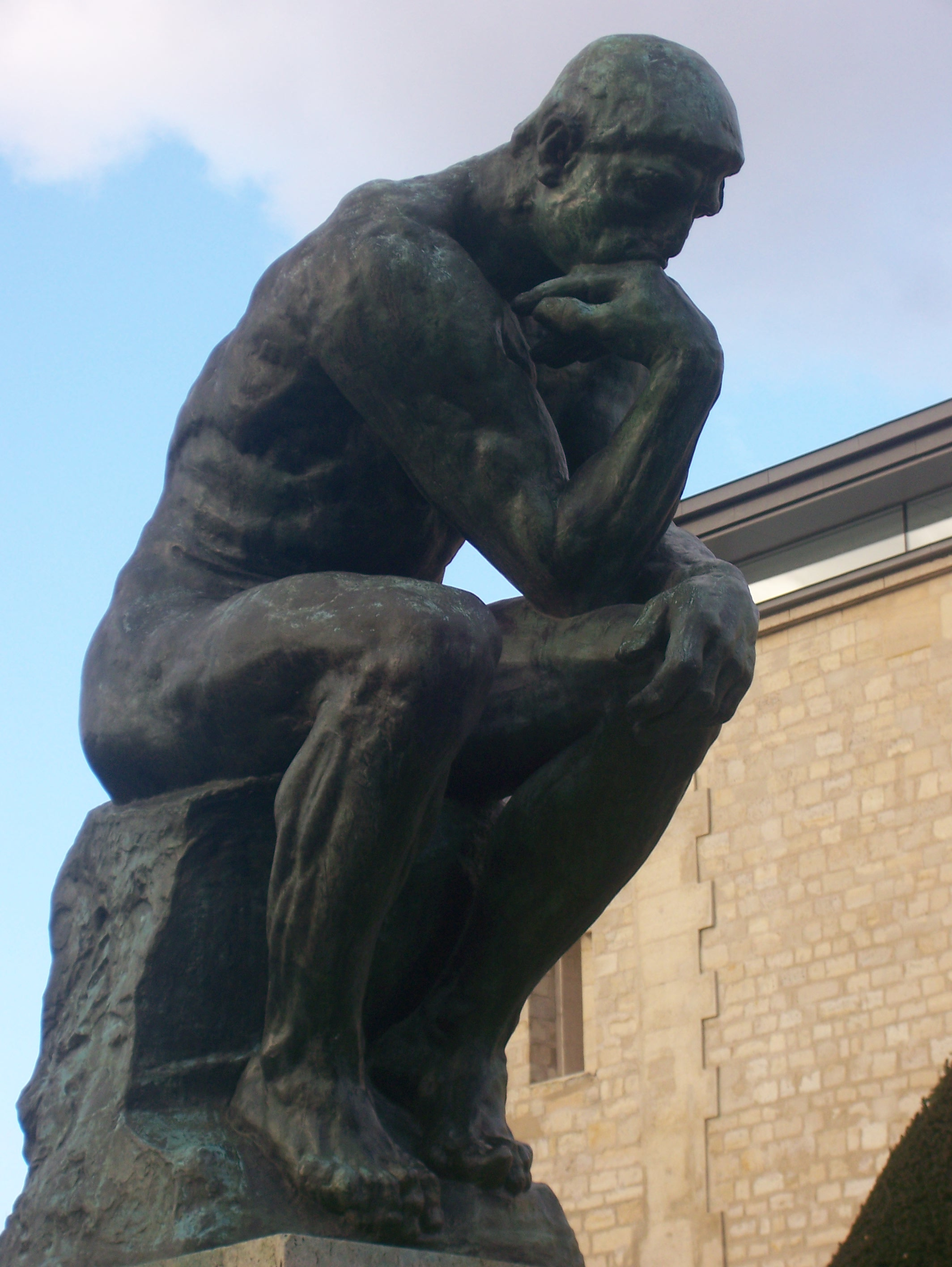
«Мислитель», 1888

Скульптура «Мислитель» наповнена внутрішньою силою і духовною величчю (1888).
Оригінал скульптури «Мислитель» зберігається в музеї Родена в Парижі. Бронзова копія стоїть на могилі автора. Існує близько 20 бронзових та гіпсових копій статуї, розкиданих по всьому світу. За задумом Родена скульптура зображує Данте, автора «Божественної комедії». Моделлю для скульптури був француз Жан Бо, боксер з гімнастичним торсом і привабливими м'язами, що виступав у дешевих виставах боїв у «кварталі червоних ліхтарів». Мистецтво Родена винесло його образ у інший, інтелектуальний і художній вимір, чого не змогла зробити обмежена реальність.

### Пізня творчість
З середини 1880-х рр. у творчості Родена зростає тяжіння до ускладнення символічних образів, до виявлення полярних, вкрай сильних людських емоцій — від ясної гармонії та ліризму до повного відчаю і похмурої зосередженості. Поступово змінюється і манера Родена: його твори набувають ескізного, ніби незакінченого характеру, контрастнішою стає гра світла й тіні, а моделювання форм — підкреслено мальовничим. Це дозволяло Родену передати враження повільного, часом болісного народження форм зі стихійної, аморфної матерії силою «духовного пориву».
На відміну від імпресіоністів-живописців Роден завжди схилявся до позачасових, загальнолюдських сюжетів. Разом із тим він завжди зберігав відому визначеність форм і надавав особливого значення їх фактурності як важливому засобу загострення образу.
Все ж таки втрата відчуття монументальності вирізняє такі роботи Родена, як пам'ятники В. Гюго (мармур, 1886—1900) та О. де Бальзака (бронза, 1893–1897). Так, наприклад, пам'ятник Оноре де Бальзака був зі скандалом відкинутий через несхожість. І лише в 1939 році його було встановлено в Парижі. Це остання монументальна робота Родена.
Проект «Вежі праці» (гіпсова модель, 1899). У той же час Роден продовжував створювати портретні погруддя, що вирізняються гостротою і цілісністю передачі характеру людини, його внутрішнього світу (бюсти: Жюля Далу, 1883, Анрі Рошфора, 1897). Особливу художню цінність становлять динамічні й легкі за виконанням малюнки й офорти.
Варіанти всіх названих скульптурних творів митця (у гіпсі, бронзі, мармурі) знаходяться в Музеї Родена в Парижі, а також у багатьох музеях світу.

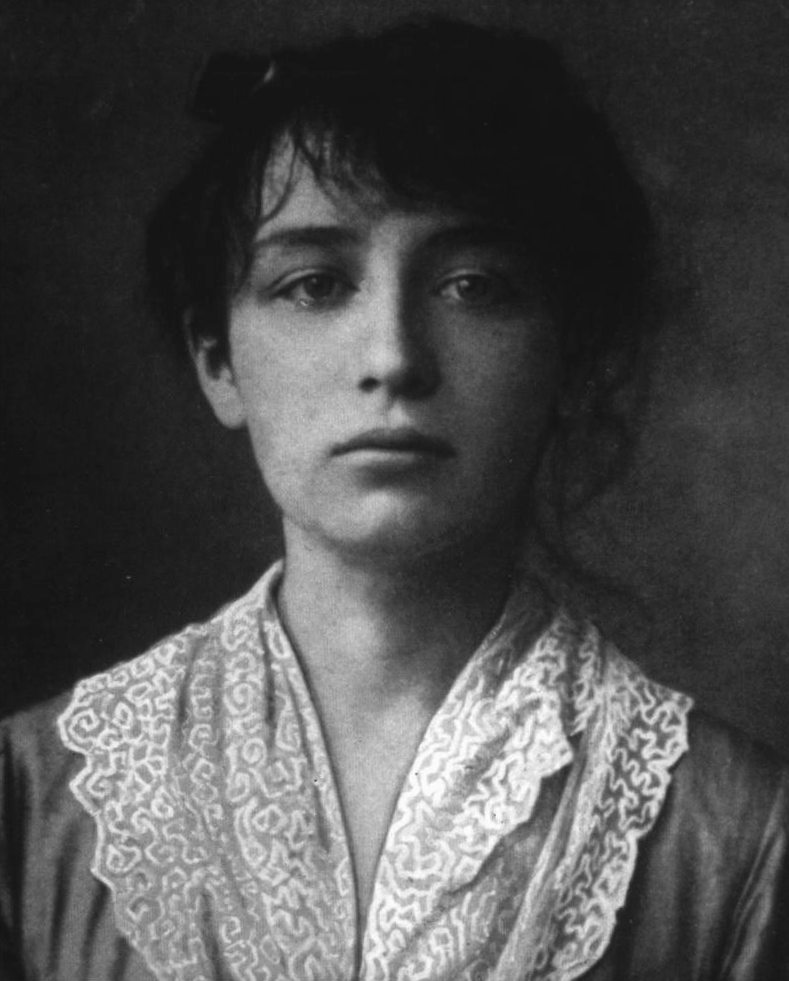
Каміла Клодель, (1864—1943)

## Каміла Клодель
Близьким стосункам Огюста Родена і Каміли Клодель присвячено багато статей, книг. Остання п'єса Ібсена «Коли помирають, прокинувшись», створена в 1900 р. також написана про Родена та Камілу. Саме вона позувала для більшості скульптур Родена: «Вічна весна», «Думка», «Поцілунок», «Аврора» та ін. Каміла Клодель також була скульптором, тому Роден залучав її до виконання етапних робіт «Громадяни Кале» та «Ворота пекла». Після розриву з Огюстом вона усамітнилася. Її переслідувала ідея, що Роден викраде всі її роботи. Останні 30 років свого життя вона знаходилася у психіатричній лікарні.
Після того, як Камілу помістили до лікарні, Роденові запропонували віддати її кімнату для його музею. Він погодився і брат Каміли надав її роботи, з роками колекція поповнилась відомою роботою «Хвиля».

## Учні
Серед учнів Родена — Антуан Бурдель, послідовник його класичних традицій, і Константин Бранкузі, скульптор — модерніст, абстракционіст.

## Париж. Музей Родена
- Палац Бірона=Музей Родена, партер.

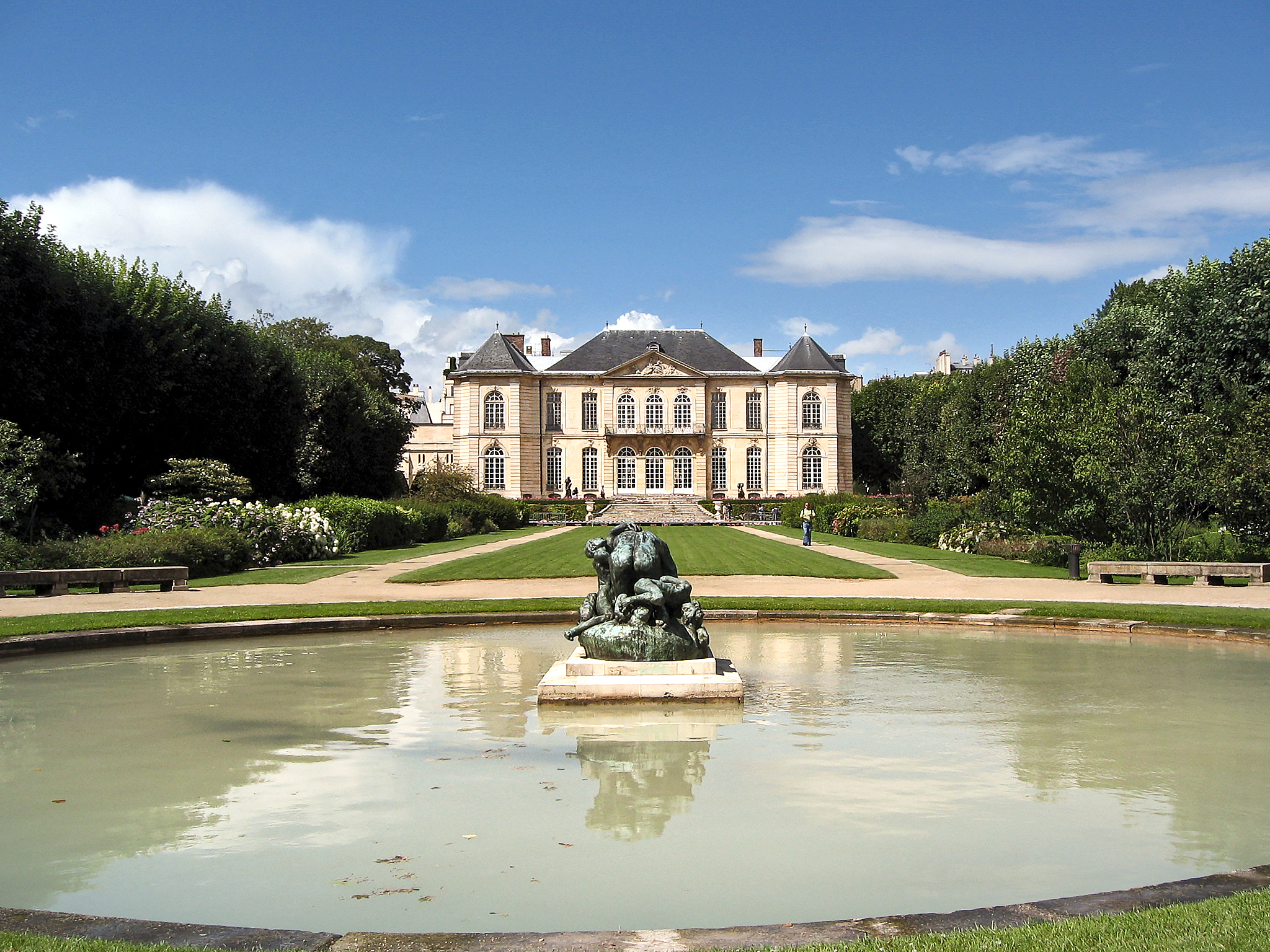
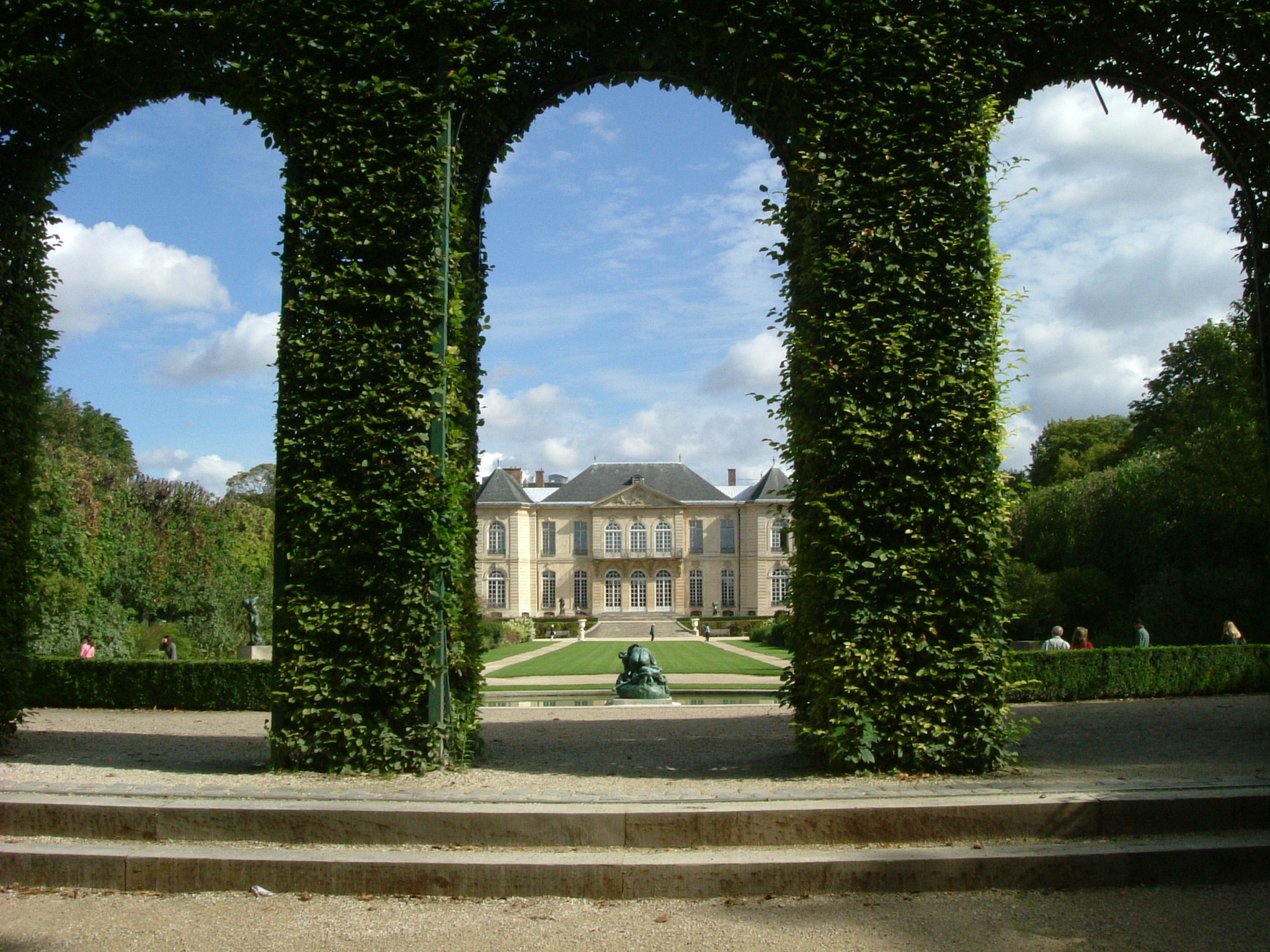
Вигляд з саду.
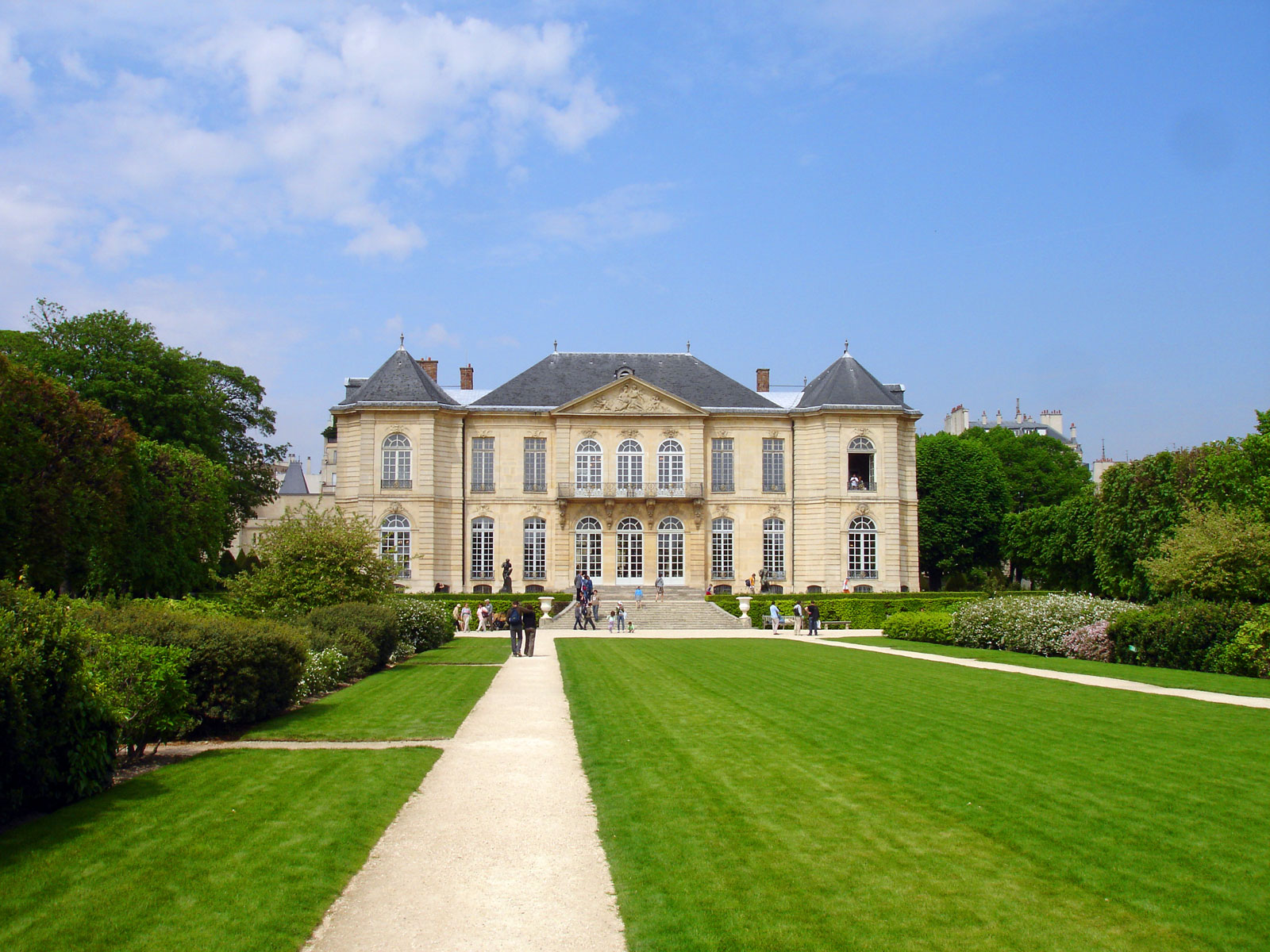
Музей влітку.